# János Galambos

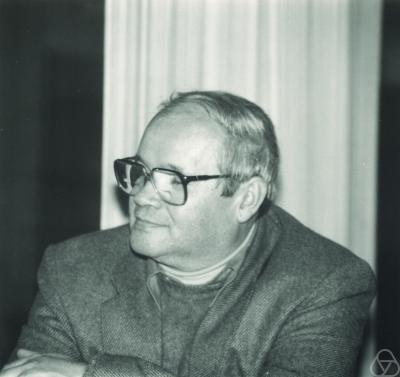
János Galambos (1987)

János Galambos (* 1. September 1940 in Zirc, Ungarn; † 19. Dezember 2019) war ein ungarischer Mathematiker, der vor allem auf dem Gebiet der Wahrscheinlichkeitstheorie und Mathematischen Statistik gearbeitet hat.

## Leben und Wirken
János Galambos studierte von 1958 bis 1963 Mathematik an der Loránd-Eötvös-Universität in Budapest. 1963 erlangte er den Abschluss als Master. Im selben Jahr wurde er bei Alfréd Rényi promoviert. 
Von 1964 bis 1965 war er als Wissenschaftlicher Assistent an der Loránd-Eötvös-Universität tätig. Von 1965 bis 1969 war er Dozent an der Universität von Ghana und von 1969 bis 1970 an der University of Ibadan in Nigeria. Ab 1970 war er Professor an der Temple University in Philadelphia.
János Galambos war seit 1964 verheiratet mit Eva M. geb. Santa und wohnte in Willow Grove, Pennsylvania, Vereinigte Staaten.

## Ehrungen und Mitgliedschaften
- 1993: Mitglied der Ungarischen Akademie der Wissenschaften
- 2001: Korrespondierendes Mitglied der Spanish Royal Academy of Engineering

## Schriften
János Galambos veröffentlichte über 100 wissenschaftliche Arbeiten in Fachzeitschriften, schrieb mehrere Bücher und gab Sammelbände heraus.
- Representations of real numbers by infinite series. Springer, Berlin, Heidelberg, New York 1976, ISBN 3-540-07547-X.
- mit Samuel Kotz: Characterizations of probability distributions. Springer, Berlin, Heidelberg, New York 1978, ISBN 3-540-08933-0.
- The Asymptotic Theory of Extreme Order Statistics. Wiley, New York 1978, ISBN 0-471-02148-2.
- Advanced Probability Theory. Dekker, New York 1988, ISBN 0-8247-7873-1.
- mit Italo Simonelli: Bonferroni type inequalities with applications. Springer, New York u. a. 1996, ISBN 0-387-94776-0.
- mit Italo Simonelli: Products of random variables. Applications to problems of physics and to arithmetical functions. Dekker, New York 2004, ISBN 0-8247-5402-6.